# 磨碟沙駅
磨碟沙駅（ませつさえき）は、中華人民共和国広東省広州市海珠区に位置する広州地下鉄8号線と18号線の駅。

## 歴史
- 2003年6月28日：2号線の駅として開業[1]。
- 2010年9月25日：昌崗駅 - 暁港駅間が8号線として開通し、暁港駅 - 万勝囲駅間も8号線の路線となる[2]。
- 2021年9月28日：18号線の開業により、乗り換え駅となる[3]。
- 2022年9月28日：18号線快速列車が当駅に停車するようになりました[4]。

## 駅構造
8号線は相対式ホーム2面2線を有する地下駅である。南北2つのコンコースを設置しており、北コンコースは滘心方面ホームに直結、南コンコースは万勝囲方面ホームに直結しています。18号線との乗り換え通路は北コンコースに接続されています。
8号線新港東側にも両渡り線が設置されていた。元々は上下線ともに赤沙車両基地への出入場線が設けられており、両渡り線の東側から分岐していました。しかし、赤沙車両基地が11号線に移管されたため、入場線（万勝圍方面への接続線）は撤去され、地下構造部分はコンクリートで永久に封鎖されました。一方、出場線は8号線と11号線の連絡線として転用されています。
18号線は通過線2本を挟んだ島式ホーム1面2線を有する地下駅。通過線と本線の間は壁で仕切られているため、乗客はホームから快速列車の通過を見ることはできません。ただし、2022年9月28日以降、快速列車が当駅に停車するようになったため、これらの通過線は通常運用されなくなりました。

### のりば
| 番線                    | 路線     | 行先       |
| ----------------------- | -------- | ---------- |
| 8号線ホーム（地下1階）  |          |            |
| 1                       | ■ 8号線  | 滘心方面   |
| 2                       | ■ 8号線  | 万勝囲方面 |
| 18号線ホーム（地下3階） |          |            |
| 3                       | ■ 18号線 | 冼村方面   |
| 4                       | ■ 18号線 | 万頃沙方面 |

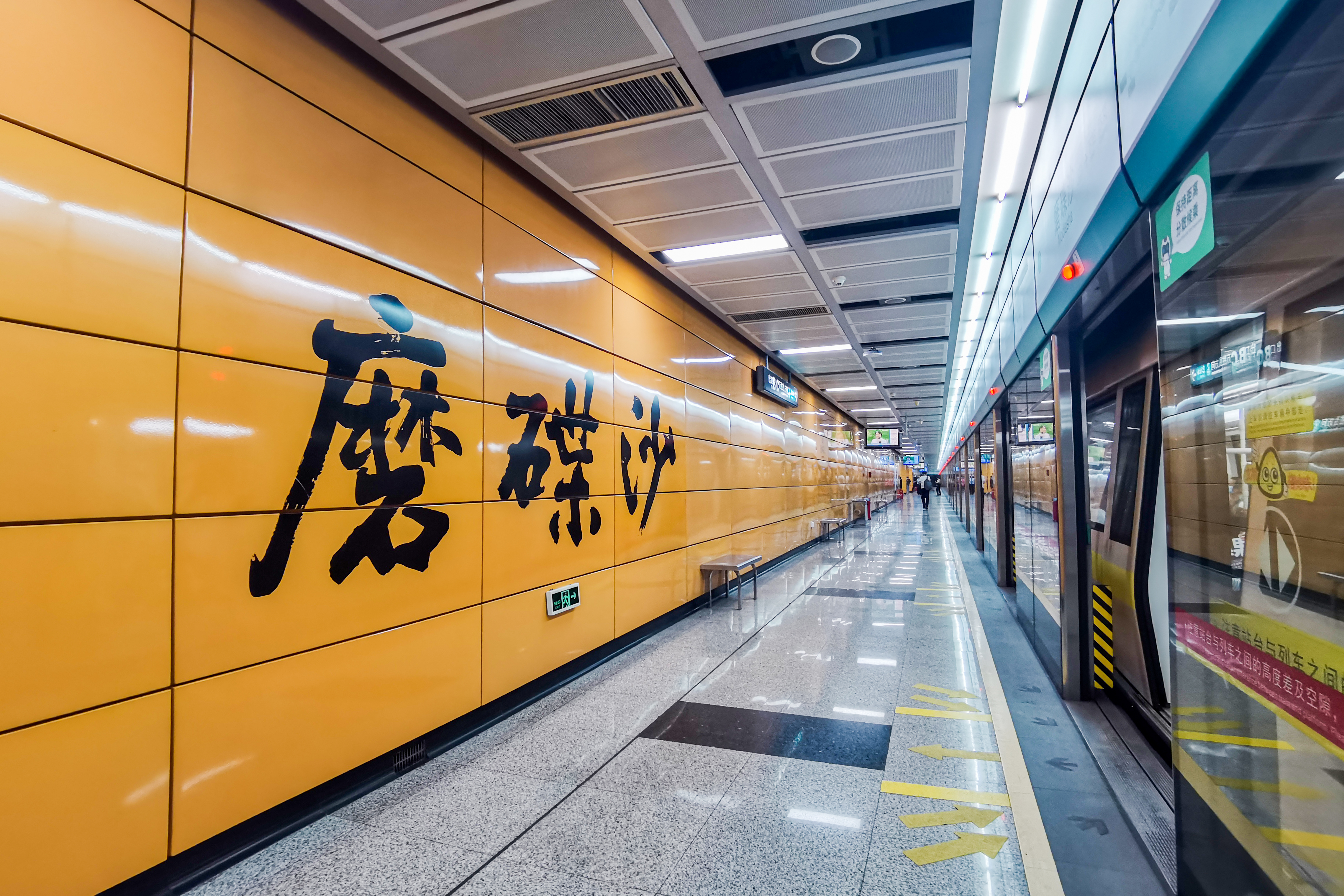
8号線1番線ホーム（2020年11月）
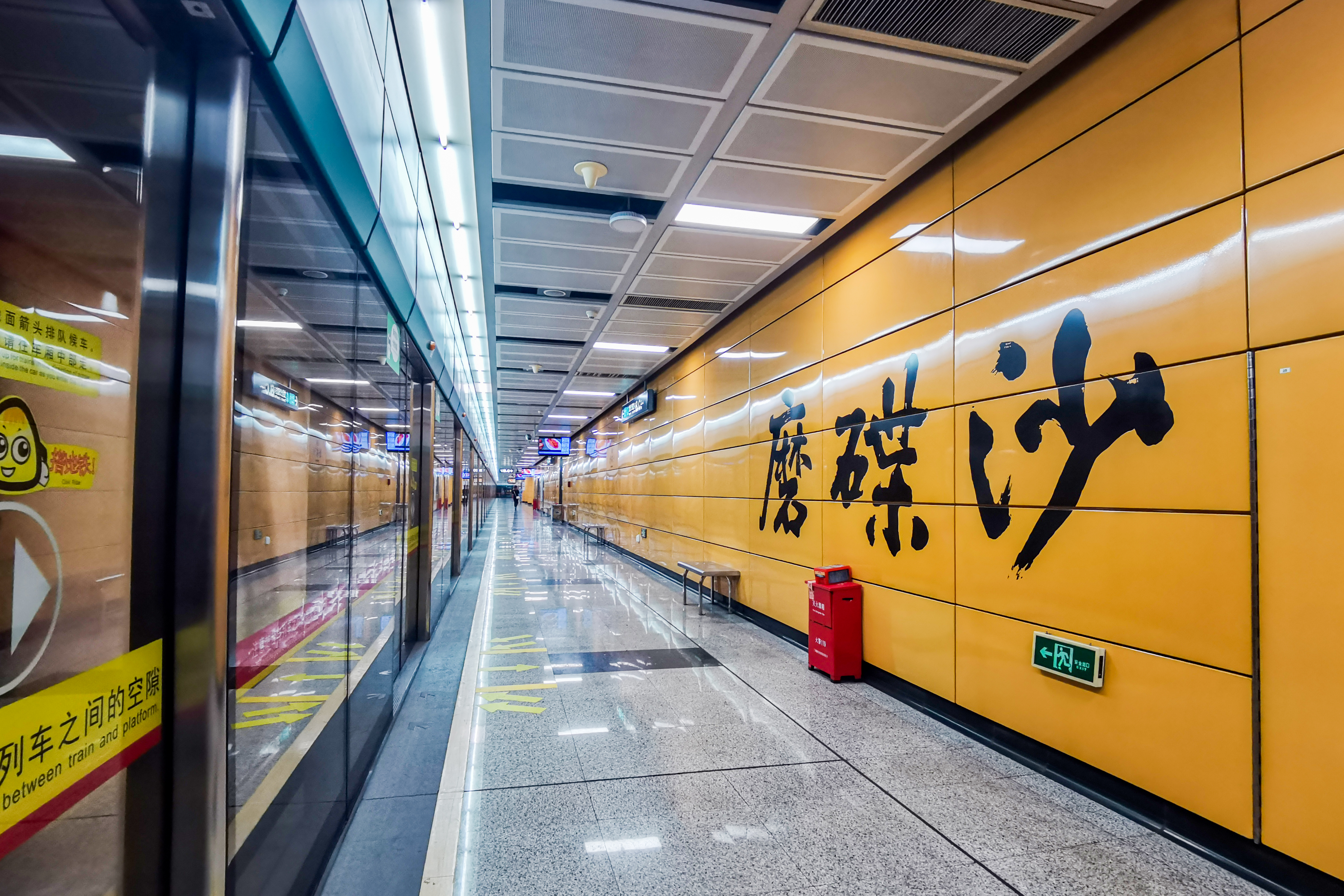
8号線2番線ホーム（2020年11月）
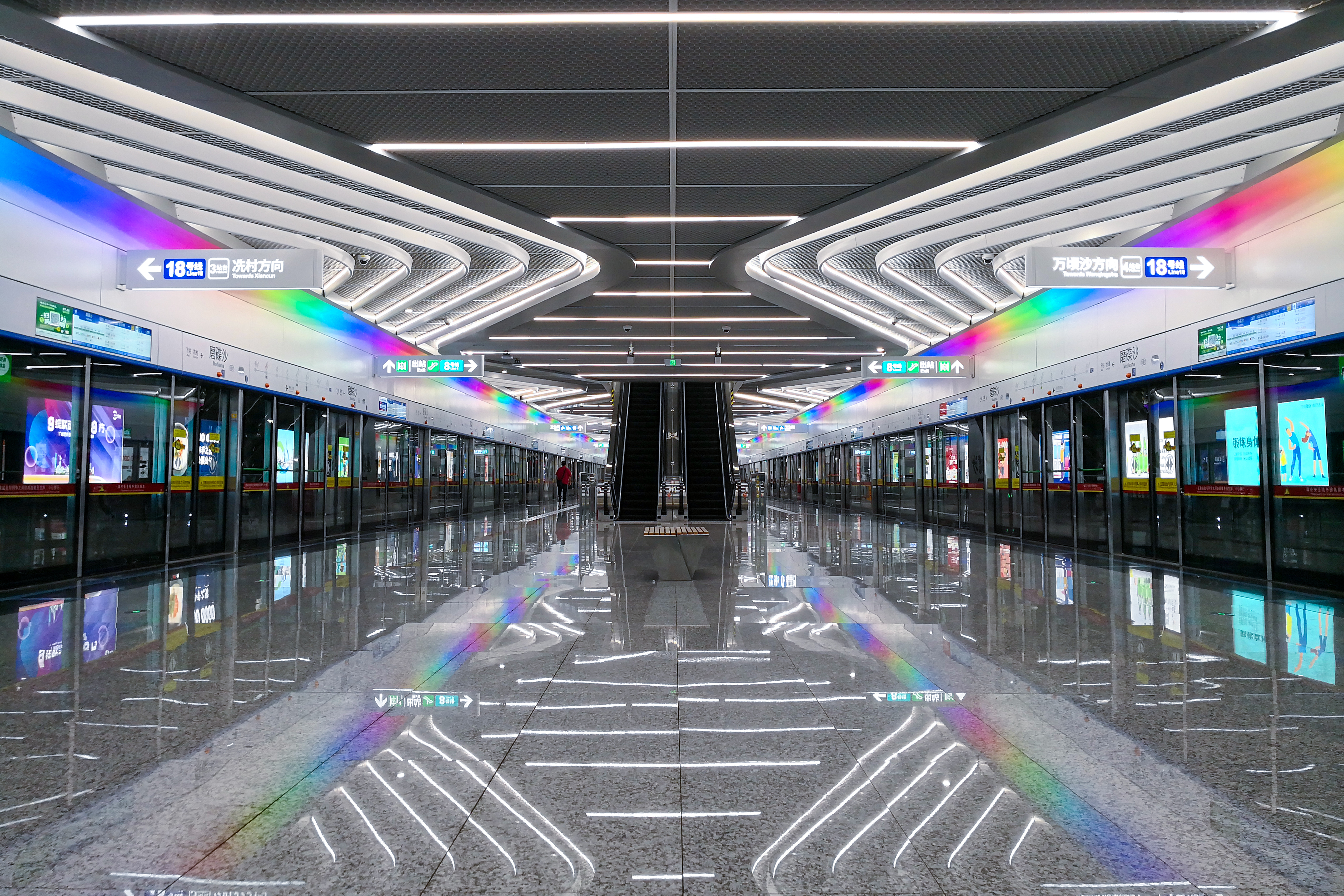
18号線ホーム
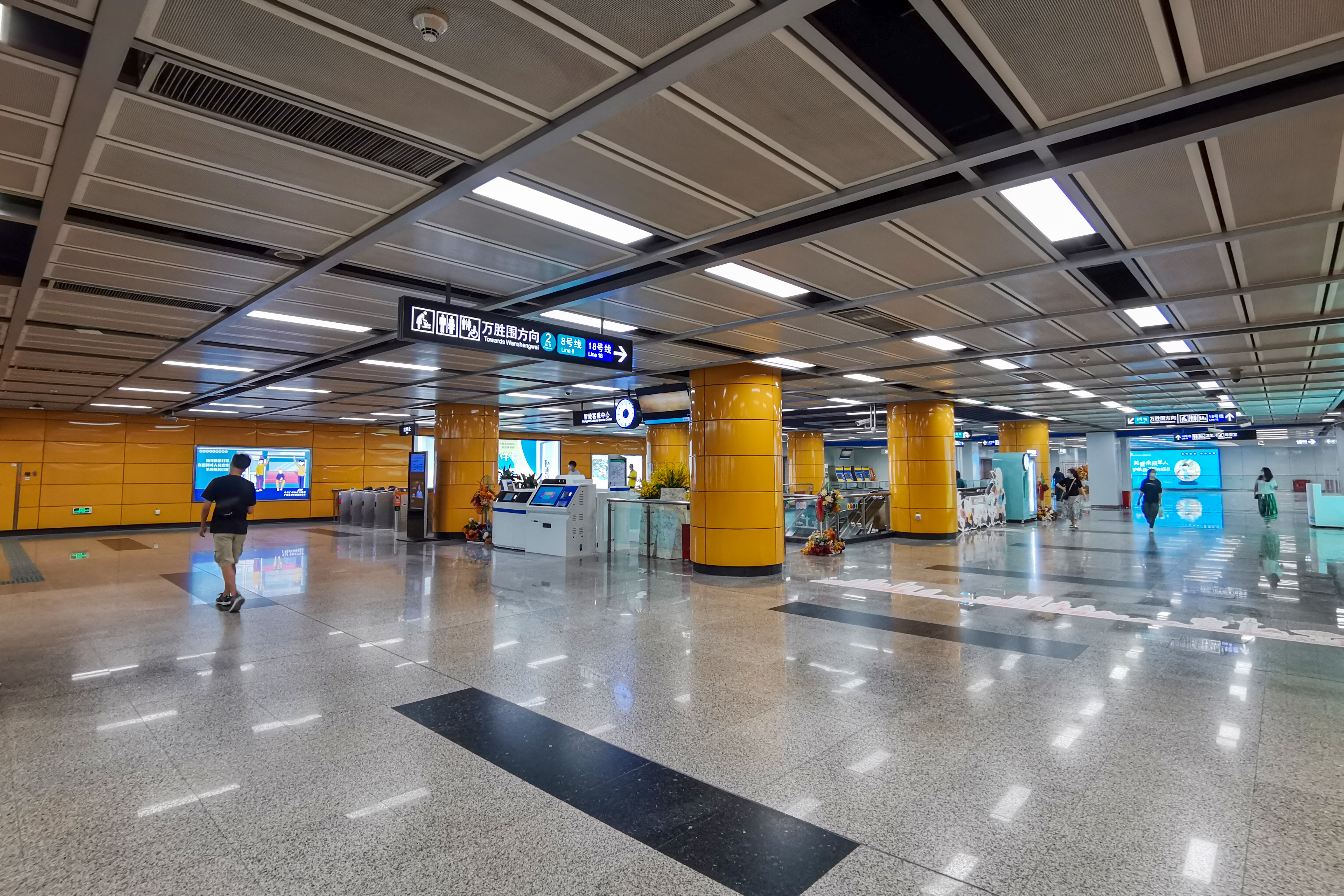
8号線北コンコース
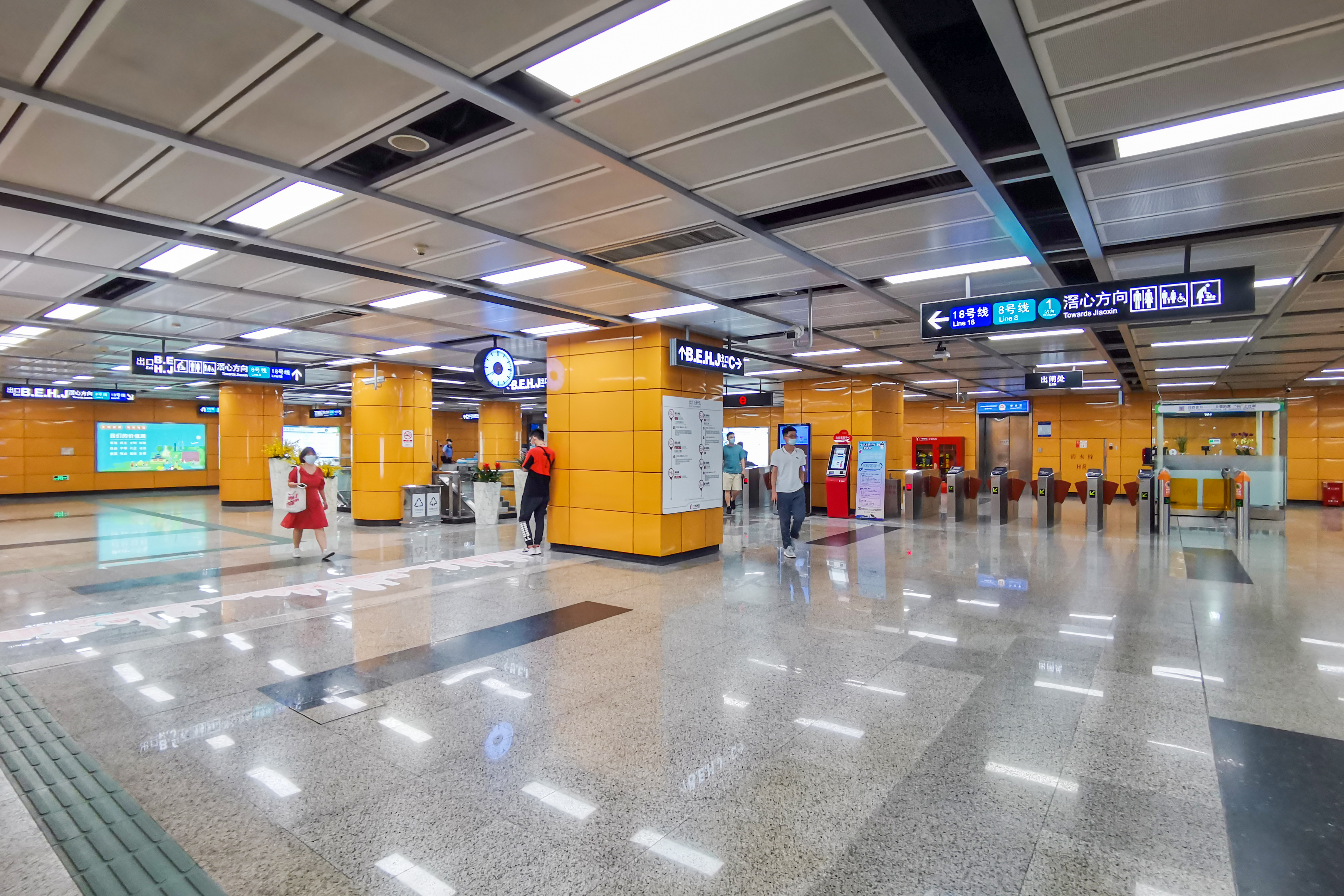
8号線南コンコース
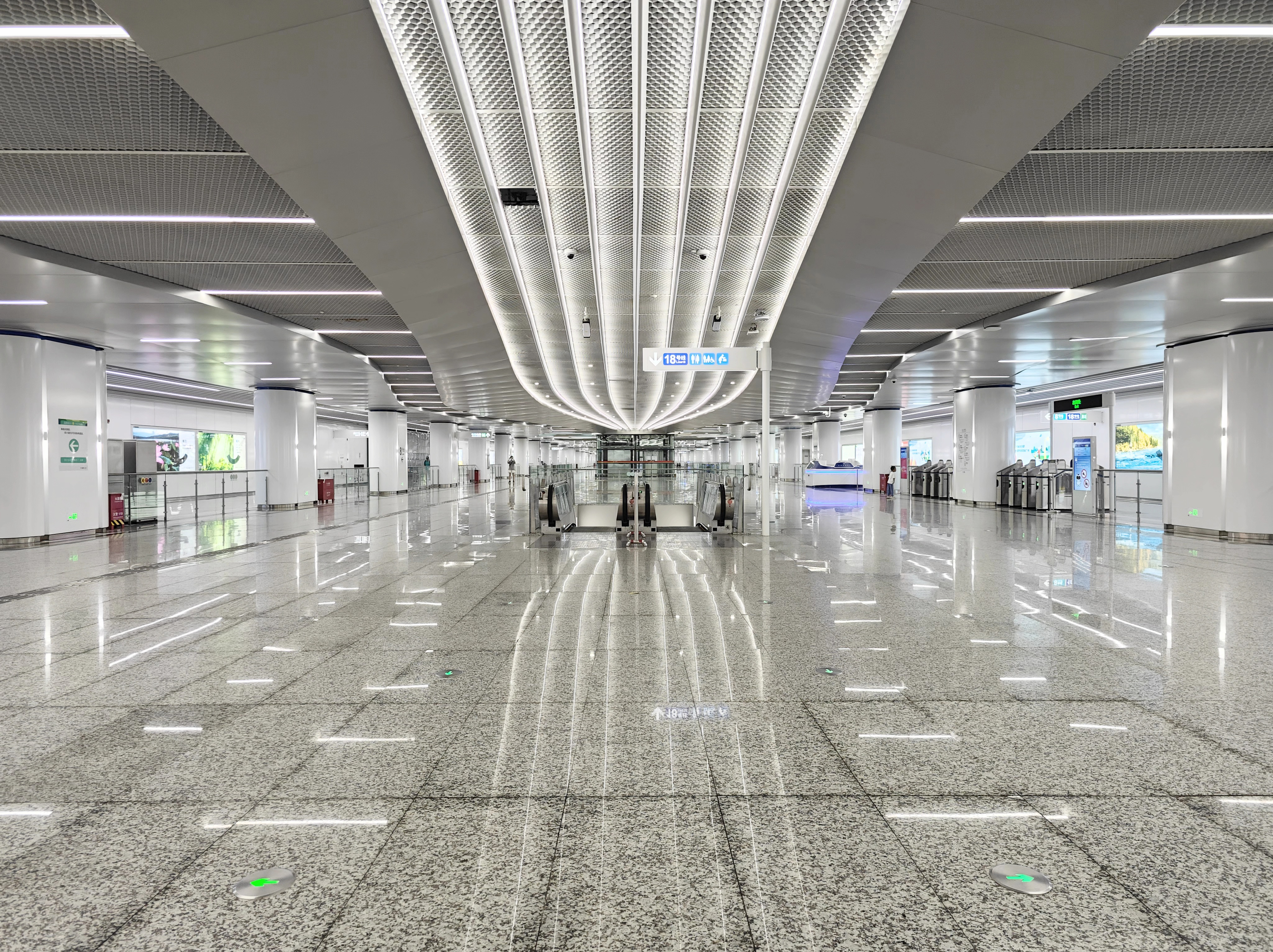
18号線コンコース

## 駅周辺
- 広州市農産品質量安全監督所
- 広東省軽工職業技術大学
- 新港商廈
- 広州国際文化中心
- 銘豊広場
- 開元広場
- 宝地広場
- 広鋁国際中心

## 隣の駅
広州地下鉄
■ 8号線
赤崗駅 824 - 磨碟沙駅 825 - 新港東駅 826
■ 18号線
快速
南村万博駅 1804 - 磨碟沙駅 1807 - 冼村駅 1808
一般
竜潭駅 1806 - 磨碟沙駅 1807 - 冼村駅 1808